# 后宅镇 (南澳县)
后宅镇是中国广东省汕头市南澳县下辖的一个镇，位于南澳岛中部。面积43.15平方公里，户籍人口13035人。该镇为县府驻地。1965年，设后宅镇。镇区面积0.75平方公里。1927年，县城由深澳迁至此地。

## 行政区划
后宅镇下辖以下村级行政区划单位：
城南社区、城北社区、城东社区、北面村、新乡村、永兴村、城西村、前埔埕村、光明村、南光村、宫前盐村、黄花山村、羊屿村、山顶村、龙地村、港畔村、宫前村和西山村。